# Crime de oportunidade
Um crime de oportunidade é um crime cometido sem planejamento, quando o autor vê a chance de praticar o ato naquele momento e a aproveita. Esses atos têm pouca ou nenhuma premeditação.

## Teoria da atividade rotineira
Esta teoria concentra-se nas circunstâncias certas para a ocorrência de um crime de oportunidade. Os três componentes principais desta teoria enfatizam um autor, um alvo adequado e a falta de um guardião capaz.

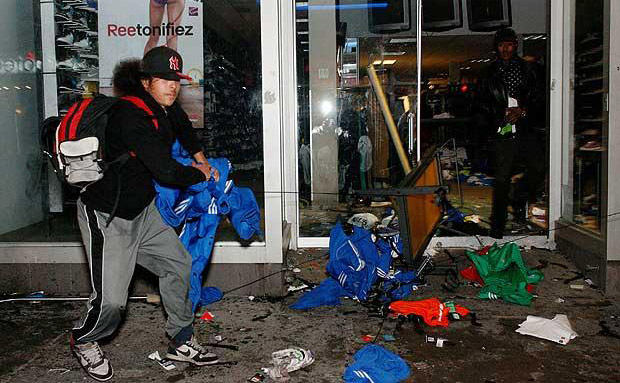
Saque de uma loja.

Existem quatro pontos principais que influenciam a probabilidade de alguém ser alvo.
- Valor
- Inércia
- Visibilidade
- Acesso

Valor refere-se a quanto um determinado alvo é valioso para o autor e varia de acordo com a pessoa. A inércia refere-se simplesmente ao tamanho e peso do alvo, razão pela qual bens menores são geralmente furtados em vez de itens maiores. Visibilidade refere-se ao alvo ser exposto ao autor e, assim, tornar o valor do alvo conhecido pelo autor. Acesso refere-se à facilidade com que os autores podem chegar a um alvo e quais obstáculos podem impedi-los.

## Teoria do Padrão Criminal
Esta teoria enfatiza o ambiente em que estes crimes ocorrem. Existem três componentes principais desta teoria.
- Nós
- Caminhos
- Bordas

Os nós referem-se aos locais de e para onde as pessoas viajam e aos crimes gerados em áreas específicas, por exemplo, bares, shoppings, parques, onde as pessoas trabalham e os bairros onde as pessoas vivem. Caminhos referem-se aos caminhos entre nós ou áreas frequentados por vítimas e autores. O crime está frequentemente ligado a fluxos de pessoas entre caminhos, como horários de deslocamento, horários de fechamento do estabelecimento e ausência escolar. As bordas são os limites externos de certas áreas, onde pessoas de fora de uma vizinhança geralmente cometem crimes.

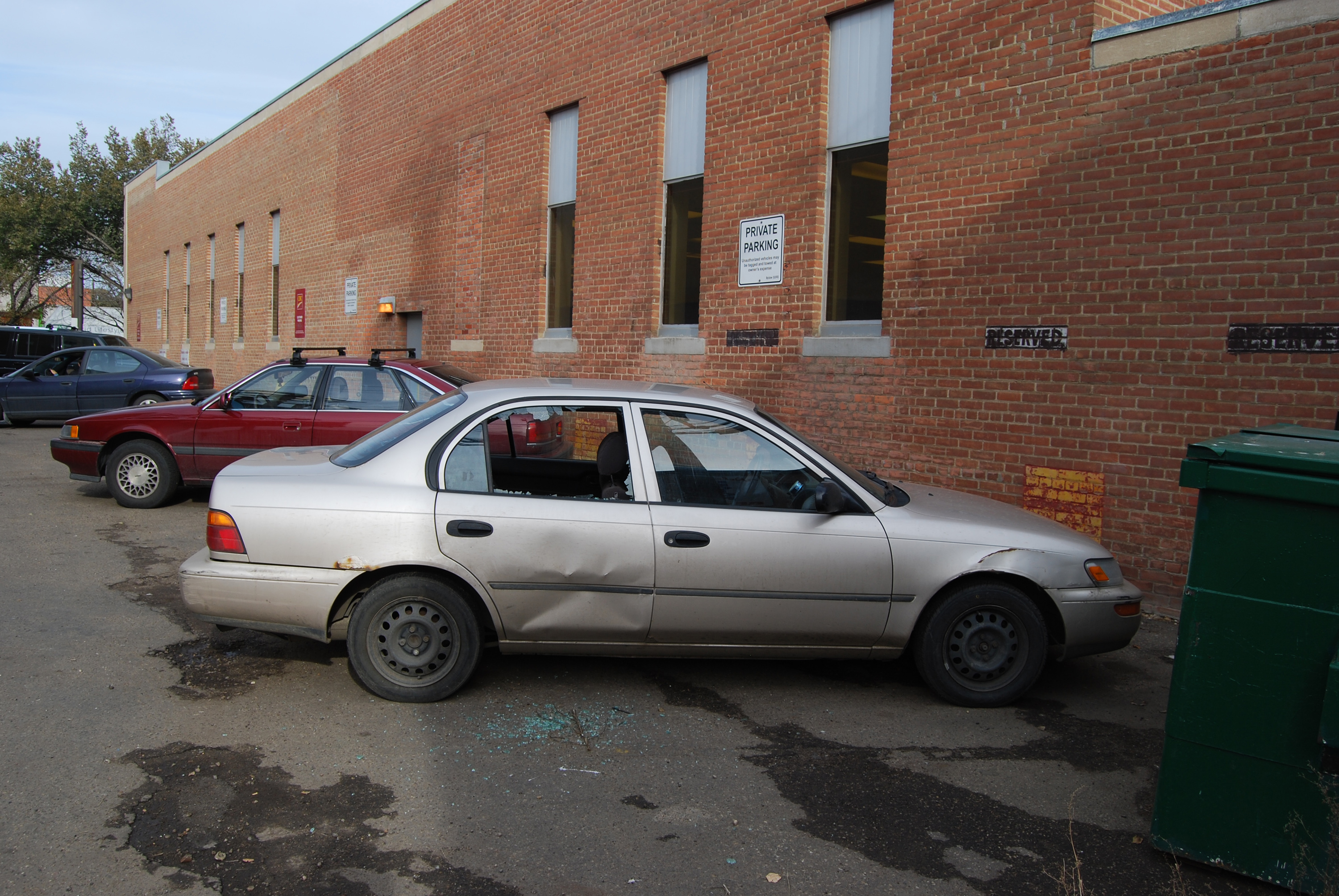
Veículo com janela quebrada.

## Perspectiva da Escolha Racional
Esta teoria centra-se na capacidade do autor de fazer escolhas, com base no pressuposto de que as ações do autor são intencionais. Os autores consideram os benefícios e riscos e fazem escolhas com base nas oportunidades de cometer um crime.

## Crimes violentos
Alguns crimes violentos também podem ser considerados crimes de oportunidade. Variáveis como a presença ou não de pessoas do sexo feminino ou de meia-idade podem afetar a resposta de um indivíduo a um insulto percebido. Outras variáveis, como o tamanho do grupo e o tamanho do indivíduo, afetam se um agressor pode ou não iniciar um ato violento. Grupos maiores terão tendência a atacar grupos menores e indivíduos maiores terão maior probabilidade de atacar indivíduos menores.
Redução de oportunidades e prevenção:
Para reduzir estes tipos de crimes, minimizar as oportunidades é a ideia mais comum. Vários métodos são usados para reduzir oportunidades:
- policiamento orientado para o problema
- arquitetura espacial defensável
- prevenção situacional do crime

Todos esses métodos são usados para reduzir oportunidades para alvos específicos.